# Maarekhet ha-Elohut
Maarekhet ha-Elohut (‚Die Ordnung der Gottheit‘) ist ein um 1400 entstandenes, einflussreiches Werk der frühen Kabbala eines anonymen Autors.
Es unternimmt den Versuch, kabbalistische Vorstellungen von vielen mythischen Elementen zu reinigen, und wurde später oft kommentiert.